# Obergogartener Bach
Der Obergogartener Bach ist ein knapp zwei Kilometer langer, südlicher und linker Zufluss der Wupper, die hier im Oberlauf Wipper genannt wird.

## Geographie

### Verlauf
Der Obergogartener Bach entspringt auf 376,5 m ü. NHN Höhe in einem Gehölz in der Flur In der Wissebecke knapp einen Kilometer südlich des Marienheider Ortsteils Gogarten und etwa hundert Meter nordöstlich von Sattlershöhe.
Er fließt zunächst in nördliche Richtung durch das Grünland der Flur Vorn im Rehberge und dann durch die Mischwaldflur Lange Bäuken. Am Ausgang des Waldes speist er zwei kleine Teiche. Er erreicht nun den Südzipfel des Dorfs Gogarten, das ehemalige Obergogarten und wird nördlich der Kempershöher Straße vom Erlenbusch Bach verstärkt. Etwas bachabwärts trieb der Bach früher eine Mühle. Der Obergogartener Bach läuft nun nordnordostwärts am östlichen Ortsrand entlang und unterquert die B 256 (Wipperfürther Straße). Von dem Obergogartener Bach zweigt ein linker Nebenarm ab, der dann bei der Flur Saure Wiesen in den Sunderner Bach mündet.
Der Obergogartener Bach  selbst biegt nun links nach Westnordwesten ab und läuft in einem Abstand von ungefähr dreißig Meter etwa einen viertel Kilometer parallel zur Wipper in die er dann schließlich auf einer Höhe von 303,5 m von links einmündet.

### Einzugsgebiet
Das knapp zwei Quadratkilometer große Einzugsgebiet des Obergogartener Bachs wird über Wupper und Rhein in die Nordsee entwässert.
Es grenzt
- im Südosten an das des Wipperzuflusses Scharder Bach
- im Süden an das der Sülz, einem Aggerzufluss
- im Westen an das des Wupperzuflusses Gaulbach
- und im Nordwesten an das des Sunderner Bachs, ebenfalls ein Zufluss der Wipper.

Das Einzugsgebiet ist im östlichen Teil überwiegend bewaldet, ansonsten herrscht Grünland vor. Es wird von den Ton-, Schluff- und Sand- sowie untergeordneten Kalkgesteinen
der Eifeliumstufe des Mitteldevons geprägt. Über den Gesteinen hat sich schluffig-tonige Braunerde mit tiefgründigen Sand- und Schuttböden mit nur geringer nutzbarer Feldkapazität abgelagert und in der Bachmulde ist Gleye vorherrschend.

### Zuflüsse
- Erlenbusch Bach (links), 0,5 km